# Nutley (East Sussex)
Nutley – wieś w Anglii, w hrabstwie East Sussex, w dystrykcie Wealden. Leży 55 km na południe od Londynu.